# Serles
Serles, també coneguda com a Waldrastspitze, és una muntanya de 2.717 msnm dels Alps de l'Stubai, situada entre la vall de l'Stubai i la Wipptal al Tirol, Àustria. Per la seva estructura de tres etapes i la seva imponent vista d'Innsbruck també se l'anomena "altar major de Tirol" (en alemany: Hochaltar von Tirol). Un altre nom popular és el de "Rei Serles", a partir d'un conte popular. Segons la llegenda, el pic principal de Serles és un rei petrificat com a càstig, i els dos pics menors són els seus fills, també petrificats, o altres membres de la família segons la versió.
S'hi pot accedir des de Matrei am Brenner via Maria Waldrast o des de Fulpmes i Kampl via Wildeben.